# Голдън Гейт (пролив)
Голдън Гейт (на английски: Golden Gate, в превод „Златна порта“) е пролив в САЩ свързващ Санфранциския залив с Тихия океан в щата Калифорния. От 1937 г. над пролива се разпростира мостът Голдън Гейт. Преди появата на европейците в Калифорния в района на пролива са живели индиански племена. Остров Алкатрас се намира срещу пролива, посредата на Санфранциския залив. От южната страна на пролива е Сан Франциско, а от северната окръг Марин.

## Геология
По време на последната ледникова епоха, когато нивото на морето е било няколкостотин фута по-ниско, водите на захранваните от ледника река Сакраменто и река Сан Уакин са пробили дълбок канал през скалната основа по пътя си към океана. Проливът е добре известен днес със своята дълбочина и мощни приливни течения от Тихия океан. Във водите му могат да се образуват много малки водовъртежи. Със своите силни течения, скалисти рифове и мъгла, Голдън Гейт е място на над 100 корабокрушения.

## Климат
Голдън Гейт често е обвит в крайбрежна мъгла, особено през лятото. Топлината, генерирана в централната долина на Калифорния, кара въздуха там да се издига, създавайки зона с ниско налягане, която вкарва хладен и влажен въздух над Тихия океан. Голдън Гейт образува най-големия пролом в хълмовете на крайбрежната верига на Калифорния, позволявайки на постоянен, плътен поток от мъгла да навлезе в залива там. Въпреки че няма метеорологична станция на самия Голдън Гейт, районът има средиземноморски климат с много малки температурни колебания, прохладни лета и меки зими.

## История
Преди европейците да пристигнат през 18-ти век, районът около пролива и залива е бил обитаван от индианци. Техни потомци остават в района.
Отворът към пролива е изненадващо неуловим за ранните европейски изследователи, вероятно поради постоянната лятна мъгла. Проливът не е записан в пътуванията на Хуан Кабрильо и Франсис Дрейк, като и двамата може да са изследвали близкия бряг през 16 век в търсене на легендарния Северозападен морски път. Проливът също не е регистриран в наблюденията на испански галеони по пътя Манила-Акапулко от Филипините, който се намира в близкия залив Дрейкс на север. Те рядко минавали на изток от островите Фаралон поради страх от възможността да има скали между островите и континента.
Първото регистрирано наблюдение на пролива датира от почти двеста години по-късно от най-ранните европейски изследвания на брега. През 1769 г. сержант Хосе Франсиско Ортега, водач на разузнавателна група, изпратена на север по протежение на полуостров Сан Франциско от дон Гаспар де Портола от лагера на тяхната експедиция в долината Сан Педро, за да открие носовете на Пойнт Рейес, докладва на Портола, че не може да достигне местоположението поради съществуването на протока. На 5 август 1775 г. Хуан де Аяла и екипажът на неговия кораб Сан Карлос стават първите европейци, за които се знае, че са преминали през пролива, закотвяйки се в залив зад остров Ангел (Калифорния). До 1840 г. проливът се е наричал „Бока дел Пуерто де Сан Франциско“ (в превод „Устието на пристанището на Сан Франциско“). На 1 юли 1846 г., преди откриването на злато в Калифорния.
През 1933 г. започва строителството на моста Голдън Гейт – висящ мост, свързващ град Сан Франциско на северния край на полуостров Сан Франциско с окръг Марин. Днес той е част както от американската магистрала 101, така и от калифорнийския път 1.
Мостът е най-дългият висящ мост в света, когато е завършен през 1937 г. и е международно признат символ на Сан Франциско и щата Калифорния. След завършването му участъкът е надминат от осемнадесет други моста и остава вторият най-дълъг в САЩ след моста Верацано-Нароус в Ню Йорк. През 2007 г. мосът е класиран на пето място в списъка на любимата архитектура на Америка от Американския институт на архитектите.

## Навигация
Проливът Голдън Гейт служи като основен канал за достъп за навигация от и до залива на Сан Франциско – едно от най-големите товарни пристанища в САЩ. Търговските пристанища включват пристанището на Оукланд, пристанището на Ричмънд и пристанището на Сан Франциско. Търговските товарни кораби използват Голдън Гейт за достъп до залива на Сан Франциско, както и шлепове, танкери, рибарски лодки, круизни кораби и частни лодки, включително уиндсърфисти и кайтбордове. Около 9000 кораба са преминали през Голдън Гейт през 2014 г. и подобно количество през 2015 г. Бреговата охрана на САЩ поддържа служба за трафик на кораби, за да наблюдава и регулира трафика на кораби през Голдън Гейт.
За навигационно ръководство има бели и зелени светлини в центъра на участъка на моста Голдън Гейт. Фарове с маяци и звуци за мъгла предупреждават в Пойнт Бонита, Пойнт Дибало, Лайм пойнт и Майл Рокс. Преди да бъде построен мостът Голдън Гейт, фар навигира южната страна на пролива във Форт Пойнт. Шамандури и радарни рефлектори осигуряват допълнителна навигационна помощ на различни места в пролива.